# Galgon
Galgon là một xã trong tỉnh Gironde, thuộc vùng Nouvelle-Aquitaine của nước Pháp, có dân số là 2435 người (thời điểm 1999). Xã nằm trong vùng đô thị của thành phố Libourne. Galgon là một nơi trồng nho trong vùng Fronsac.